# Notre Dame (opera)

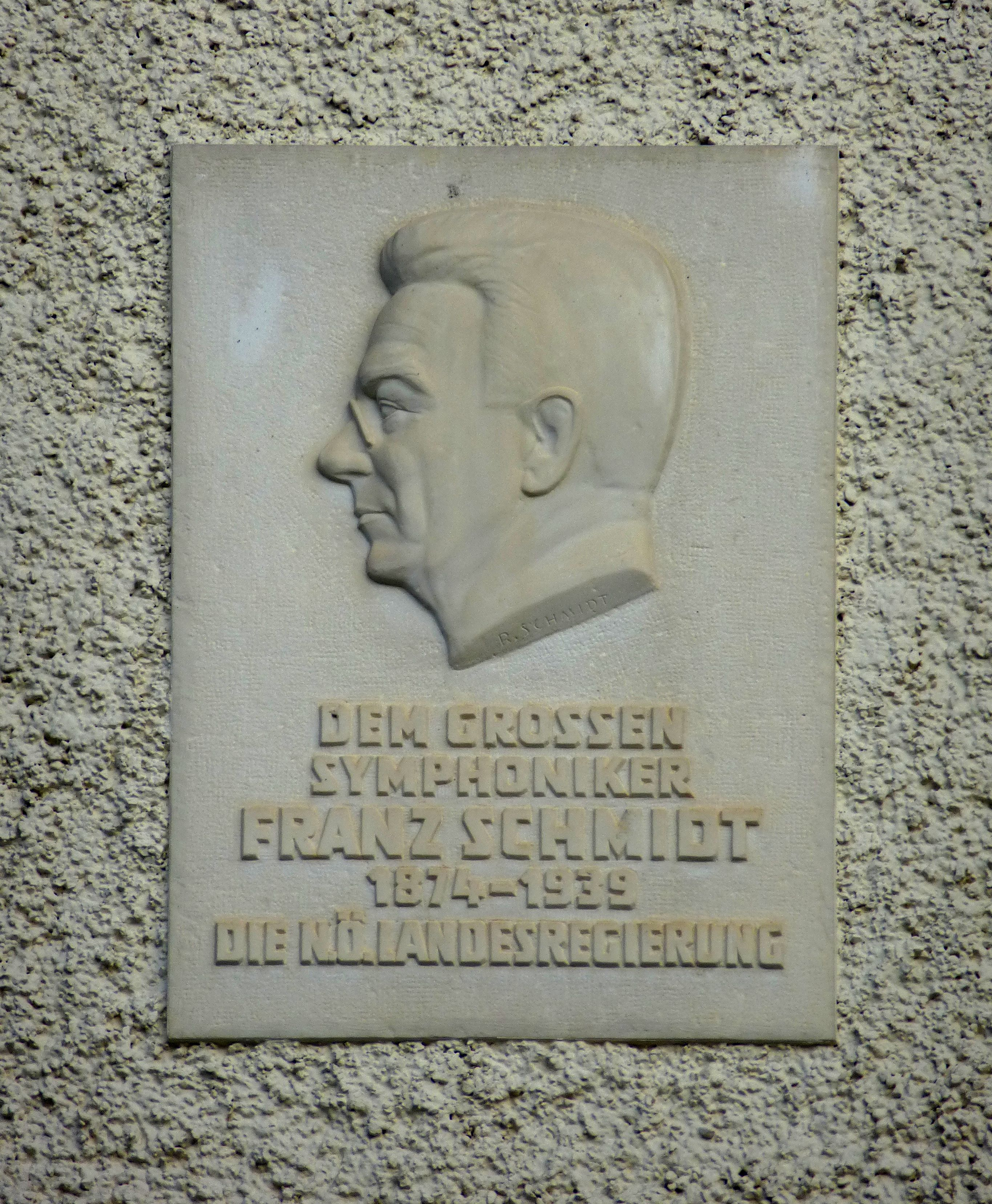
Franz Schmidt.

Notre Dame är en tysk opera i två akter med musik av Franz Schmidt. Libretto skrevs av tonsättaren tillsammans med Leopold Wilk efter Victor Hugos roman Ringaren i Notre Dame (1831).

## Historia
I sina memoarer (som skrevs efter 1924 och som behandlar tiden fram till 1914) nämner inte Schmidt verkets framväxt. Endast tiden för kompositionen (1902-04) nämns och det har senare visats vara inkorrekt. På originalpartituret till Notre Dame står det att operan påbörjades den 30 augusti 1904 och avslutades den 10 augusti 1906. Musiken till operan bygger på Fantasi för piano med orkesterackompanjemang och var i linje med Schmidts vana att till en början komponera sin musik på symfonisk grund. Sålunda hade operans mest kända nummer, Intermezzo, haft premiär så tidigt som den 6 december 1903 innan Schmidt ens hade påbörjat arbetet med operan.
Librettot till Notre Dame skrev Schmidt tillsammans med Leopold Wilk (1876-1944), som var kemist och amatörpoet. Till skillnad från de flesta operakompositörer, vilka brukar anpassa musiken efter librettot, komponerade Schmidt musiken först och den fick därför stora likheter med orkestermusik. Operan hade premiär den 1 april 1914 på Wiener Hofoper. Schmidt hade försökt att få operan uppförd redan under Gustav Mahlers tid som operachef (1897-1907) men Mahler hade refuserat verket, liksom hans efterträdare Felix Weingartner (1908-11) gjorde.
Verket framfördes 15 gånger under 1914 men fram till 1944 spelades den endast sammanlagt 26 gånger. Den 2 maj 1916 hade operan premiär i Dresden, den 14 december 1916 i Budapest (på ungerska) och i maj 1918 i Berlin.

## Personer
- Esmeralda (sopran)
- Gringoire (tenor)
- Phoebus (tenor)
- Quasimodo (bas)
- Ärkebiskopen (baryton)

## Handling

### Akt I
Kapten Phoebus varnas för att förälska sig i den exotiska Esmeralda. Men när han möter henne kan han inte motstå henne trots att han är gift. Tumult uppstår när ringaren Quasimodo gör entré men Esmeralda räddar honom undan den rasande folkhopen. Phoebus övertalar Esmeralda att möta honom komman natt, men han märker inte att Esmeraldas make Gringoire tjuvlyssnar. Uppeldad av sin forne lärare ärkebiskopen ökar Gringoires svartsjuka än mer. Han lurpassar och sticker ned Phoebus

### Akt II
Esmeralda har felaktigt blivit dömd för mordet på Phoebus och får besök i fängelset av ärkebiskopen. Han är också passionerat förälskad i flickan. För att inte bryta sitt kyskhetslöfte lämnar han flickan åt sitt öde. Esmeralda förs ut på torget framför katedralen Notre Dame för att avrättas. Men då kommer Quasimodo farande i ett rep och för bort Esmeralda in i kyrkan. Men ärkebiskopen och hans män för bort henne igen och avrättar henne. I blint raseri knuffar Quasimodo ner ärkebiskopen som krossas. 